# Limerzel
Limerzel (tiếng Breton: Lizmerzher) là một xã ở tỉnh Morbihan trong vùng Bretagne tây bắc Pháp. Xã này có diện tích 25,15 km², dân số năm 1999 là 1134 người. Khu vực này có độ cao từ 1-97 mét trên mực nước biển.
Cư dân của Limerzel danh xưng trong tiếng Pháp là Limerzelais.